# ريان مالون (لاعب هوكي الجليد)
ريان مالون (بالإنجليزية: Ryan Malone)‏ (و. 1979  م) هو لاعب هوكي الجليد، من الولايات المتحدة، ولد في بيتسبرغ، شارك في الألعاب الأولمبية الشتوية 2010، مركز لعبه هو جناح ‏.

## التعليم
تعلم في جامعة سانت كلاود.

## روابط خارجية
- ريان مالون على موقع دوري الهوكي الوطني (الإنجليزية)
- ريان مالون على موقع EliteProspects.com (الإنجليزية)
- ريان مالون على موقع HockeyDB.com (الإنجليزية)
- ريان مالون على موقع Hockey-Reference.com (الإنجليزية)
- ريان مالون على موقع أوليمبيديا (الإنجليزية)